# Kommunalka
Kommunalka (russisch коммуналка, Verniedlichung von коммунальная квартира kommunalnaja kwartira, Gemeinschaftswohnung oder Wohngemeinschaft, von lat. communio ‚Gemeinschaft‘ und frz./deutsch Quartier) ist eine seit dem 19. Jahrhundert in Russland bestehende Wohnform, bei der sich mehrere Parteien eine Wohnung teilen. Nikolai Gawrilowitsch Tschernyschewski beschreibt sie bereits in seiner Erzählung 1863 „Was tun?“ (russ. Что делать?). Dabei teilen sich mehrere Personen oder auch mehrere Familien eine Wohnung und ebenso die Nutzung der Einrichtungen, wie den Sanitärbereich mit Toilette und die Küche, d. h.: eine Partei bewohnt ein oder mehrere Zimmer exklusiv, während sie sich die Sanitär- und Kücheneinrichtungen mit den anderen Parteien teilt.
Vor dem Ersten Weltkrieg erlebten die Industriestädte eine Bevölkerungsexplosion. Viele Menschen lebten in Slums, Erdhütten und zuweilen Werkssiedlungen oder mussten sich mit einer stunden- oder nachtweise gemieteten Pritsche in einem Nachtasyl abfinden. Der Erste Weltkrieg mit seinen Flüchtlingsströmen, Evakuierungszügen und Deportationen destabilisierte die Wohnsituation weiter. Nach der Oktoberrevolution begannen Ein- und Umquartierungen aus den Industrievorstädten in die bürgerlichen und aristokratischen Stadtzentren. Der gesamte Wohnungsbestand wurde im Zuge der „Wohnumverteilung“ enteignet und in Staatshände (Kommunen und Baugenossenschaften) gebracht. Daher der Begriff «Kommunale Wohnung». Mit dem Dekret Über die Abschaffung des Rechts auf Privateigentum an Immobilien wurde die mehr oder weniger gewaltsam vollzogene Besetzung der Wohnungen am 20. August 1918 legalisiert und ein Prozess einer durchgehenden „Munizipalisierung“ begann. Im Zuge der durch forcierte Industrialisierung und Kollektivierung ausgelösten Landflucht verschärfte sich der Druck auf den Wohnungsmarkt und alle Wohnungen wurden 1929 komplett in die Verfügung der örtlichen Sowjets überführt und kommunalisiert. 1937 wurden noch die Wohnungsgenossenschaften abgeschafft. Während der Säuberungen 1937/38 kam es zu Denunziationen von Mitbewohnern als Taktik im Kampf um den knappen Wohnraum und gleichzeitig erwiesen sich Kommunalkas als Zufluchtsorte für Menschen, die vor der Repression untertauchen mussten. Der Zweite Weltkrieg verschärfte die Wohnsituation nochmal drastisch durch die Zerstörung von Wohnungen und die kriegsbedingte Migration. Chruschtschow leitete 1953 eine radikale Wende der sowjetischen Wohnraumpolitik ein und ab 1960 wurden große Wohnungsbaukombinate geschaffen, die Neubauwohnungen errichteten.
Kommunalkas sind sowohl in Russland wie in den anderen ehemaligen Landesteilen der UdSSR auch heute noch vorhanden, obwohl deren Zahl rapide schrumpft. Insbesondere im historischen Stadtzentrum Sankt Petersburgs gibt es noch viele Kommunalkas. Dort leben nach Angaben der Stadtverwaltung noch 20 %, etwa 660.000 Personen in 105.000 Wohngemeinschaften. Das Wohnen in Kommunalkas hat ähnliche Vor- und Nachteile wie das Leben in westlichen Wohngemeinschaften. Da hier jedoch überwiegend Familien zusammenwohnen und die Personenzahl meist größer ist, ist insbesondere das Potenzial für soziale Konflikte noch höher. Nicht selten gehören zu einer Kommunalka zwischen zehn und zwanzig Wohneinheiten, die durch einen langen Flur miteinander verbunden sind. Die Wohneinheiten können gemietet oder käuflich erworben werden.
Der Umstand, dass der russische Präsident Wladimir Putin in einer Kommunalka in St. Petersburg aufwuchs, wurde mehrfach in der Berichterstattung über ihn erwähnt.

## Kommunalka in der Kunst
Der Lyriker und Nobelpreisträger Joseph Brodsky beschrieb das Leben seiner Familie in dem Essay In eineinhalb Zimmern. Die beschriebene Kommunalka beherbergt heute das Joseph-Brodsky-Museum in Leningrad.
Der russische Installationskünstler Ilja Kabakow hat sich in seinem Werk mehrfach mit dem Thema Kommunalka auseinandergesetzt.
1988 zeigte die Feldman Gallery in New York Kabakovs erste Komunalka-Installation mit dem Titel „Ten Characters“.
1996 erarbeitete Kabakov in Zusammenarbeit mit der Hochschule für Grafik und Buchkunst und dem Institut für Kunstgeschichte der Universität Leipzig im Rahmen des Projektes „Teaching by working I“ zusammen mit Studenten eine Installation, in der die Lebenssituation in einer Kommunalka reproduziert wird. Ort dieser nachgestellten Wohnung war das Kutschenhaus der Herfurthschen Villa.

## Film
- pereSTROIKA – umBAU einer Wohnung, Dokumentarfilm von Christiane Büchner, Arte 2008, 85 min.[7]